# 豚汁
豚汁（とんじる、ぶたじる）は、豚肉と野菜を煮込んで味噌で調味した日本の料理。具が多く、豚肉が入っている味噌汁（汁物）の一種である。

## 概要
豚肉（バラ肉を使用することが多い）の脂、ゴボウなどアクの強い根菜などの野菜や味噌の香りが特徴である。この取り合わせは人気があり、他の汁物には見られない特徴のある料理である。それに加え、入れる具材の多さから各種の栄養素が含まれている。名称の元となっている豚肉のほか、複数種の野菜、あるいはそれらの加工品を入れるため、単に副食としての汁物としてではなく、単品で煮物になり得る。豚汁定食にすれば、おかず１品でも問題ない。朝食であれば、ご飯・豚汁だけで済ますことも出来る。
寒い地域や寒い時期に食べられることが多いのは、豚肉から出る脂が汁の表面を覆い、冷めにくいからである。冬期の炊き出しメニューの定番であり、神社や肉食を気にしない宗派の寺などにおいて年始の参拝客へ、またスキー場など寒い場所や寒い時期に振る舞われたりする。家庭で作られ、特に寒い時期に好まれるが、通年、日本料理店や牛丼店でも出されている。
地域によって具材が異なり、地域色が強い料理である。具が入ったレトルト食品、具を練りこんだ生みそ汁、インスタントカップなど、手軽に食べられる製品も販売されている。

## 発祥
諸説あり定かではないが薩摩汁の豚を使うものが独立した説がある。日本全国で獣肉食が広まったのは明治時代以降であるが、薩摩地方は例外的に豚を含めた獣肉食の習慣があり、肉入りの汁があった。
明治政府は国民の体位向上を理由に肉食を奨励し、また明治時代の軍上層部には薩摩藩出身者が多かったため、地方料理であった薩摩汁が全国に普及してくる。明治42年発行の、明治陸軍の炊事マニュアルである「軍隊料理法」に「豚汁」と「薩摩汁」が別に記載されているが、豚汁が豚を使い、薩摩汁が「豚もしくは鶏を使う」とされている以外、料理法はほとんど同じである。昭和に入り「軍隊料理法」の発展版である「軍隊調理法」には「豚汁」は独立して記載されていない。「薩摩汁」の項目には「豚(又は鶏、兎羊肉)を、芋やごぼう等と煮て味噌汁にする」とあり、豚汁は薩摩汁の一種になっている。

## 名称
「ぶたじる」と呼ぶ地域と「とんじる」と呼ぶ地域があるほか、芋として薩摩芋を使用する「めった汁」や「スキー汁」など、地方独自の名称もあるなど多様である。東京では通常「とんじる」と呼ぶ。
Jタウン研究所が2014年2月に調査したアンケート結果（回答者数：3913名）によると、全国で約68.5％の人間が「とんじる」と呼称するという。また「とんじる」の呼称は全国的に多く、一部の県で僅かに「ぶたじる」の呼称が多い程度に留まっており、逆に「ぶたじる」の呼称の方が格段に多いのは北海道と九州北部の地域にほぼ限定されているという。

### 商品名称
全国で販売されることから地域性を考慮し、主に「豚汁」と表記されるが、「とん汁」と表記されている事例もある。
例
- カップ味噌汁
  - セブン-イレブン（九州除く） - カップみそ汁 具だくさん豚汁[4]
  - セブン-イレブン（九州） - カップみそ汁 麦みそぶた汁
  - タケヤ味噌 - タケヤ味噌会館 豚汁
  - ほっともっと - 特製豚汁[5]
  - オリジン弁当 - 豚汁[6]
  - トップバリュ - 豚肉と野菜のうまみ 豚汁[7]
  - ハナマルキ - はなまる屋カップとん汁[8]
  - 旭松食品 - 生みそずい 生タイプ とん汁[9]
  - 神州一味噌 - コクが自慢のとん汁[10][11]
  - マルコメ - 生みそタイプ とん汁
  - 永谷園 - あさげ とん汁 カップ入 生みそタイプ
- フリーズドライ味噌汁
  - コスモス食品 - ごぼうがいっぱい入った豚汁
  - アサヒグループ食品 - 味わうおみそ汁 豚汁[12]
  - にんべん - 豚汁[13]
- 飲食店
  - 松屋 - 豚汁[14]
  - ジョイフル - 豚汁[15]
  - すき家 - とん汁
- 惣菜
  - セブン-イレブン - 合わせ味噌の風味豊かな豚汁[16]
  - ローソン - ごろごろ野菜の豚汁[17]
  - ファミリーマート - １１種具材の豚汁[18]
- 派生商品
  - カップうどん
    - 日清食品 - 日清のどん兵衛 豚汁うどん[19]
    - 東洋水産 - あつあつ豚汁うどん[20]
    - ヤマダイ - 懐かしのとん汁うどん[21]

  - 缶入り飲料
    - 伊藤園 - とん汁[22]

### アンケート
- ローカル番組『ナイトシャッフルG』(福岡放送)で調査した結果、ぶたじるの境界線は関門海峡まで及び北海道と判明。また近畿関西の一部）
- NHKが実施したアンケート[23]によると、全国的には「とんじる」が54%、「ぶたじる」が46%であった。地域でわけると大まかに次のようになった。
  - 「とんじる」：東日本
  - 「ぶたじる」：西日本、北海道

### 辞書類
料理用語辞典・食材辞典
- 『料理食材大事典』（主婦の友社、1996年）では項目名「豚汁」として「ぶたじる」の箇所で説明している[24]。
- 『丸善食品総合辞典』（丸善、1998年）では項目名「豚汁」として「とんじる」の箇所に説明されており[25]、「ぶたじる」の箇所では「とんじる」の箇所への参照としている[26]。

国語辞典
国語辞典において『豚汁』の項目が存在する場合は「ぶたじる」を中心に記述するものと「とんじる」を中心に記述するものがある。
- 「ぶたじる」に説明し、「とんじる」は誘導に留めるもの。『広辞苑 第5版』『大辞林 第2版』『大辞泉 増補・新装版』
- 「とんじる」に説明し、「ぶたじる」は誘導に留めるもの。『日本国語大辞典第2版』
- 見出し語に「とんじる」しかみあたらないもの。『明鏡国語辞典』、『新明解国語辞典第6版』

## 作り方

### 材料
豚汁に用いる材料には、地域差・家庭差があるが、ここでは一般的と思われる物の中から一部を挙げる。
- 味噌、酒粕
- 醤油、みりん、酒、出汁
- 豚肉（脂のある肉、バラ肉を使用することが多い）
- ゴボウ、ダイコン・ニンジンなどの根菜類
- ネギ
- キャベツ、ハクサイなどの葉野菜類
- サトイモ、ジャガイモ、サツマイモなどのイモ類
- コンニャク
- 木綿豆腐、油揚げ、焼き豆腐などの豆腐類
- シイタケ、シメジなどのきのこ類

他の野菜も多く使用され、また好みにより一味唐辛子・七味唐辛子などの香辛料やおろし生姜などの薬味をいれる。

### 調理方法
調理方法も、地域や家庭などで様々である。
作り方の例（NHK総合テレビ「ためしてガッテン」によるもの）
1. 煮える時間が同じくなるように野菜を切り湯通しする。肉は表面が変化し霜降りになる程度に湯通しする。
2. 水に野菜を入れ強火で煮ることで素材の味を十分に出し切る。それらが完全に柔らかくなる前に半分の味噌を加えて再度煮る。
3. 湯通しによって旨みを閉じ込めた豚肉を加える。豚脂の香りをなくさないために長く煮ないようにする。
4. 再度味を見ながら味噌を加えて、刻み長ネギを入れ火を止める。